# United States Institute for Theatre Technology
Het United States Institute for Theatre Technology (USITT) is een Amerikaanse non-profitorganisatie die in 1960 werd opgericht met als doel "het verbeteren van kennis onder de leden en zorgen voor betere onderlinge communicatie in de wereld van de theatertechniek". Het hoofdkwartier van USITT bevindt zich in Syracuse (New York).
Sinds 1961 organiseert het USITT jaarlijks een conferentie voor professionals uit de industrie, naast workshops en lezingen worden de plaatselijke theaters/evenementen hallen bezocht. Verder gaat de conferentie altijd hand in hand met de "Stage Expo", een expositie waar fabrikanten van allerhande apparatuur die in en om het theater worden gebruikt hun (nieuwste) producten demonstreren.
Naast de jaarlijkse conferentie worden er ook kleinere symposia en workshops georganiseerd door het USITT.
In de jaren 80, toen er een wildgroei aan analoge en digitale protocollen was voor het aansturen van belichting, standaardiseerde het USITT het analoge AMX192 protocol (ontwikkeld door Strand Century Lighting, en vooral in de Verenigde Staten gebruikt). Een iets aangepaste versie van het digitale Colortran CMX werd DMX.
Beiden zijn nog steeds officiële USITT standaarden.
In 2009 werkt het USITT samen met ESTA en PLASA aan de verdere ontwikkeling van standaarden en protocollen voor theatergebruik en het publiceren van de standaarden.

## Standaarden

### Communicatie (apparatuur)
- DMX512 - Een digitale standaard voor communicatie tussen apparatuur (vooral lichtapparatuur, maar ook effectenapparatuur, mediaservers en andere apparatuur) (1986/1990/2004)
- AMX192 - Een analoge standaard voor communicatie tussen lichtapparatuur (1986/1987)
- MIDI Show Control - Een digitale standaard voor communicatie in de entertainmentindustrie die vooral gebruikt wordt in situaties waar fouten gevaar kunnen opleveren zoals het aansturen van pyrotechniek (1991)

### Veiligheid
- Kabel bevestiging (1994/1995)
- RP-1 - standaard voor pinouts op multikabels (1997)

### Communicatie (menselijk)
- ASCII Text weergave van licht gegevens op een lichttafel (1992)
- RP-2 - aanbevolen methode voor licht-tekeningen (2006)